# Afromelittia occidentalis
Afromelittia occidentalis là một loài bướm đêm thuộc họ Sesiidae. Nó được tìm thấy ở Cộng hòa Congo, Nam Phi và Uganda.